# Gabrielle Matthaei
Gabrielle Louise Caroline Matthaei (* 3. Oktober 1876 in London; † 18. August 1930 in Genua) war eine britische Botanikerin und Pflanzenphysiologin.
Gabrielle Matthaei besuchte die South Hampstead High School sowie die North London Collegiate School for Girls und studierte am Newnham College der University of Cambridge Naturwissenschaften. Als Assistentin von Frederick Blackman hatte sie wesentlichen Anteil an der Entdeckung wichtiger Grundlagen der Photosynthesereaktionen. 1910 heiratete sie den Botaniker und Landwirt Albert Howard und war seine Assistentin bei dessen Forschungen in Indien.
Blackman und Matthaei haben grundlegende Entdeckungen zur Photosynthese gemacht und diese 1905 gemeinsam veröffentlicht. Sie kultivierten Pflanzen (Lorbeerkirsche und Topinambur), und variierten die Konzentration von Kohlendioxid (CO2), die Lichtintensität und die Temperatur. Gemessen wurde dann die Auswirkungen dieser Parameter auf die Photosyntheserate. Sie konnten dabei feststellen, dass unter Bedingungen von Starklicht und einer geringen CO2-Konzentration die Photosyntheserate temperaturabhängig war und schlossen daraus, dass die Verwertung oder Fixierung des CO2 auf normalen biochemischen Reaktionen beruht, die temperaturabhängig sind. Bei einem Überschuss von CO2 und geringer Lichtmenge wurde dagegen kein Einfluss der Temperatur gefunden. Sie schlossen daraus, dass Reaktionen, die durch Licht induziert werden, nicht von der Temperatur abhängen, eine Tatsache, die allgemein für photochemische Reaktionen gilt.

## Veröffentlichungen
- Blackman, F. F. und G. L. C. Matthaei (1905): Experimental researches on vegetable assimilation and respiration. Phil. Trans. Roy. Soc. Series B, 197: 47.
- Howard A. und G. L. C. Howard (1910): Studies in Indian fibre plants. No. 1. Hibiscus cannabinus L. Mem. Dept. Agr. India Bot. Ser. 4.
- Howard, A. und G. L. C. Howard (1917): The economic significance of the root development of agricultural crops. Agr. Jour. India, Indian Sci. Congr. Number.
- Howard, A. und G. L. C. Howard (1920): Some aspects of the indigo industry in Bihar. Mem. Dept. Agr. India, 11:1-36.